# Melissa Stribling
Pour les articles homonymes, voir Stribling.
Melissa Stribling, née le 7 novembre 1926 à Gourock (Écosse) et morte le 22 mars 1992 à Watford (Angleterre), est une actrice écossaise de film et de télévision connue pour son rôle de Mina Holmwood dans Le Cauchemar de Dracula en 1958.

## Biographie

### Jeunesse
Née en novembre 1926 à Gourock en Écosse, bien que certaines publications notent 1927 ou 1929, les actrices de l'époque ayant l'habitude de s'enlever un ou deux ans. Elle fait ses débuts en 1948 avec un petit rôle dans Le Destin de Léopold Ier.
Dix ans plus tard, elle obtient son rôle le plus important, celui de Mina Holmwood dans Le Cauchemar de Dracula aux côtés de Christopher Lee. Dans le film, son personnage est victime d'un vampire dans ce qui est considéré comme une performance chargée d'érotisme. C'est la première fois que le plaisir est montré de cette façon au cinéma britannique.

## Hommages
En 2018, elle est commémorée sur un timbre édité par la Poste britannique pour le 50e anniversaire de Le Cauchemar de Dracula. Elle devient la quatrième personnalité écossaise à recevoir cet honneur après Robert Ier, Robert Burns et David Livingstone.

## Filmographie
Sauf indication contraire, les informations mentionnées dans cette section peuvent être confirmées par la base de données cinématographiques IMDb,  présente dans la section « Liens externes ».

### Cinéma
- 1948 : Le Destin de Léopold Ier (The First Gentleman) d'Alberto Cavalcanti : Lady Conyngham
- 1952 : Wide Boy de Ken Hughes : Caroline
- 1952 : Crow Hollow de Michael McCarthy : Diana
- 1952 : Ghost Ship de Vernon Sewell : Vera
- 1953 : Pages galantes de Boccace (Decameron Nights) de Hugo Fregonese : la fille dans la villa
- 1953 : Noose for a Lady de Wolf Rilla : Vanessa Lane
- 1955 : Out of the Clouds de Basil Dearden : Jean Osmond
- 1956 : Behind the Headlines de Charles Saunders : Mary Carrick
- 1957 : Murder Reported de Charles Saunders : Amanda North
- 1958 : Le perceur de coffres (The Safecracker) de Ray Milland : Angela
- 1958 : Le Cauchemar de Dracula (Dracula) de Terence Fisher : Mina Holmwood
- 1960 : Hold-up à Londres (The League of Gentlemen) de Basil Dearden : Peggy
- 1961 : Scotland Yard contre X (The Secret Partner) de Basil Dearden : Helen Standish
- 1968 : Trio d'escrocs (Only When I Larf) de Basil Dearden : Diana
- 1971 : Crucible of Terror de Ted Hooker : Joanna Brent
- 1974 : Confessions d'un laveur de carreaux (Confessions of a Window Cleaner) de Val Guest : Mrs. Villiers
- 1976 : Les affamés du désir (Feelings) de Gerry O'Hara : Charlotte Randall
- 1988 : Paris by Night de David Hare : Lady Boeing

### Télévision
- 1961-1963 : Chapeau melon et bottes de cuir (The Avengers) : Claire Summers / Stella Preston (3 épisodes)
- 1961-1966 : No Hiding Place : Lottie Arno / Monica Palmer / Mrs. Fergathis (3 épisodes)
- 1964 : Compact : Annette Kingdom (11 épisodes)
- 1971 : The Passenger : Evelyn Walker (3 épisodes)
- 1971: Amicalement vôtre : Lisa Koestler (1 épisode)